# かっぱ天国 (NHK人形劇)
『かっぱ天国』は、1958年7月6日に初放送され、同年12月28日に全26話で終了した日本の人形劇。
NHKテレビ（現：NHK総合テレビ）で放送された。

## 概要
1953年から1958年にかけての清水崑の同名漫画「かっぱ天国」の映像化で、人形劇スロット『マリオネット』の第11作目でもある。

## 放送リスト
| 話数   | 放送日         | サブタイトル                   |
| ------ | -------------- | ------------------------------ |
| 1      | 1958年7月6日   | 氷屋開店の巻                   |
| 2      | 1958年7月13日  | 西瓜そうどうの巻               |
| 3      | 1958年7月20日  | ブレケケ学校の巻               |
| 4      | 1958年7月27日  | パコちゃんユーカイされるの巻   |
| 5      | 1958年8月3日   | 水源屋敷大うかれの巻           |
| 6      | 1958年8月10日  | 台風のお土産の巻               |
| 7      | 1958年8月17日  | 今日は楽しいハイキングの巻     |
| 8      | 1958年8月24日  | 母恋し父恋しの巻               |
| 9      | 1958年8月31日  | 天プラにされかかったナマズの巻 |
| 10     | 1958年9月7日   | ナマズの恩返しの巻             |
| 11     | 1958年9月14日  | ノラ公がんばる                 |
| 12     | 1958年9月21日  | ふしぎなヌケ穴                 |
| 13     | 1958年9月28日  | ヌケ穴探検の巻                 |
| 14     | 1958年10月5日  | “水玉の箱”の巻                 |
| 15     | 1958年10月12日 | 甲良先生全快の巻               |
| 16     | 1958年10月19日 | 秋晴れ天神池の巻               |
| 17     | 1958年10月26日 | 落葉とブランコ・スベリ台の巻   |
| 18     | 1958年11月2日  | 村はずれのおかぐら堂の巻       |
| 19     | 1958年11月9日  | “お化けの仇うち”の巻           |
| 20     | 1958年11月16日 | “かわいいデモ”の巻             |
| 21     | 1958年11月23日 | ひろなり先生大こまりの巻       |
| 22     | 1958年11月30日 | エンコラヤの巻                 |
| 23     | 1958年12月7日  | ふしぎな子守唄の巻             |
| 24     | 1958年12月14日 | 赤いガマ口                     |
| 25     | 1958年12月21日 | パコちゃん入院の巻             |
| 最終回 | 1958年12月28日 | パコのお店の巻                 |

## 現存する映像
現在では、このフィルムの存在が一切知られていないことが明らかになっている。